# Studeria
Genre
Synonymes
- Hypselolampas H.L. Clark, 1917
- Pliolampas (Tristomanthus) Bittner, 1892
- Tristomanthus Bittner, 1892 †

Studeria est un genre d'oursins de la famille des Neolampadidae. Ce sont des oursins d'eaux profondes.
Le genre comprend une espèce actuelle, Studeria recens (A. Agassiz, 1869) et quatre espèces fossiles, Studeria elegans (Laube, 1869), Studeria frescoensis Tessier & Roman, 1973, Studeria rositae Sánchez Roig, 1953 et Studeria subcarinata (Goldfuss, 1826).

L'espèce Studeria loveni (Studer, 1880) est acceptée en tant que synonyme de Tropholampas loveni (Studer, 1880).
L'espèce récente S. recens (A. Agassiz, 1869) admet deux synonymes, Catopygus recens A. Agassiz, 1869 et Hypselolampas recens (A. Agassiz, 1869). Elle est trouvée en Inde et à Hawaii.
L'espèce fossile S. elegans, qui est aussi l'espèce-type, admet un synonyme: Catopygus elegans Laube, 1869. Elle date du Miocène et a été trouvée en Australie.
L'espèce fossile S. rositae Sanchez-Roig. 1953 a été trouvée dans la formation de Finca "La Rosita", Marroquin, qui date de l'Oligocène à Cuba.
L'espèce fossile S. subcarinata (Goldfuss, 1826) date de l'Oligocène et a été trouvée en Allemagne.